# Georg Ludwig von Schwarzenberg

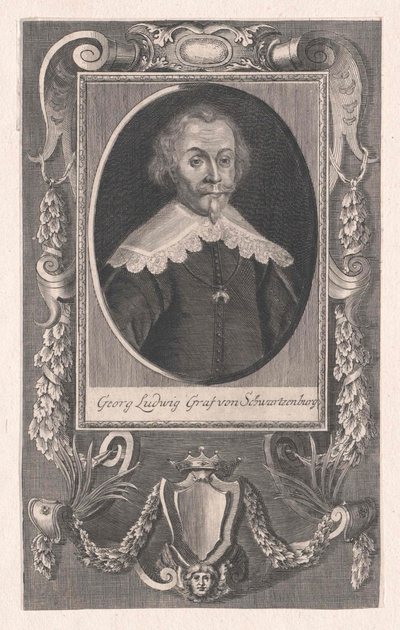
Graf Georg Ludwig von Schwarzenberg (1586–1646)

Georg Ludwig von Schwarzenberg (* 24. Dezember 1586 in Straubing; † 21. Juli 1646 in Murau) war erzherzoglicher und kaiserlicher Gesandter, Geheimer Rat, kaiserlicher Oberhofmarschall und General aus dem älteren bayerischen Zweig der Adelsfamilie der Schwarzenberg.

## Leben
Er war der Sohn von Christoph II. Graf von Schwarzenberg zu Hohenlandsberg (1550–1596) und Anna Kärgl zu Fürth (1553–1622). Georg Ludwig diente bereits in jungen Jahren am Hof des Erzherzogs Ferdinand von Steiermark, des nachmaligen Kaisers Ferdinand II. Georg Ludwig war ab 1612 erzherzoglicher und ab 1619 kaiserlicher Gesandter, er versuchte während des Dreißigjährigen Krieges mit Missionen u. a. in Brüssel, in Spanien und in England die Position der Habsburger zu stärken. Ferdinand ernannte ihn zum Geheimen Rat und Oberhofmarschall, der König von Spanien verlieh ihm den Orden vom Goldenen Vlies. Er erhielt 1631 für seine Verdienste das Warasdiner Grenzgeneralat, wo er sich gegen die Osmanen bewährte. Khevenhüller rühmte in den Annales Ferdinandei die auch in dieser Stellung erworbenen Verdienste Schwarzenbergs.
Er war zweimal verheiratet. Aufgrund der Eheschließung (anstelle einer Adoption) mit der wesentlich älteren Anna Neumann von Wasserleonburg erbte er im Jahre 1623 das Schloss Obermurau in der Steiermark mit Forstbesitz von rund 18.000 ha, welches sich noch im Familienbesitz befindet; dazu gehört auch die Burgruine Frauenburg. In zweiter Ehe war Georg Ludwig dann mit Maria Elisabeth von Sulz (1587–1651) verheiratet, Tochter von Rudolf VII. Graf von Sulz, Landgraf im Klettgau (1559–1620) und Agathe von Limpurg (1561–1623). Deren beider Söhne starben früh: Ludwig Erkinger von Schwarzenberg († 1629) und Franz Erkinger von Schwarzenberg († 1633).
Graf Johann Adolf von Schwarzenberg wurde nach dem Tod Georg Ludwigs im Jahr 1646 der Erbe der fränkischen Stammlehen, der Grafschaft Schwarzenberg und der großen Herrschaft Murau in der Steiermark.